# Lisbon Agenda Group
Die Lisbon Agenda Group (LAG) ist eine informelle Runde von hochrangigen Wissenschaftlern und Beratern, die in ihrem Grundbestand an der Entwicklung der Lissabon-Strategie beteiligt waren, ergänzt durch weitere Experten. Sie besteht seit 2004, geht aber auf das Jahr 2000 zurück. Vorsitzende ist Maria João Rodrigues, die „Mutter der Lissabon-Strategie“. Ziel der LAG ist die Weiterentwicklung der Lissabon-Strategie nach Maßgabe der ursprünglichen Idee einerseits und der veränderten Umstände andererseits. Obwohl die LAG sehr eng mit der EU zusammenarbeitet, ist sie von dieser unabhängig und finanziert sich u. a. durch ein Forschungsprojekt der Calouste Gulbenkian Foundation.

## Weblink
- Lisbon Agenda Group - offizielle Website